# نيستور كاربالو
نيستور كاربالو (بالإسبانية: Néstor Carballo)‏ (3 فبراير 1929 في الأوروغواي - 22 سبتمبر 1981 في الأوروغواي) هو لاعب كرة قدم أوروغواني في مركز الدفاع، شارك في كأس أمريكا الجنوبية 1953 وكأس أمريكا الجنوبية 1955 وكأس العالم 1954. وشارك مع منتخب الأوروغواي لكرة القدم. أما مع النوادي، فقد لعب مع نادي دانوبيو وناسيونال مونتيفيديو وLa Luz F.C. ‏ وإنستيتوسيون أتلتيكا سود أمريكا ‏.

## وصلات خارجية
- نيستور كاربالو على موقع الاتحاد الدولي (مؤرشف)  (الإنجليزية)
- نيستور كاربالو على موقع قاعدة بيانات كرة القدم.إي يو (الإنجليزية)
- نيستور كاربالو على موقع ناشيونال فوتبول تيمز (الإنجليزية)
- نيستور كاربالو على موقع Soccerway.com (الإنجليزية)
- نيستور كاربالو على موقع عالم كرة القدم.نت (الإنجليزية)